# リンゼイ・ボン
リンゼイ・ボン（Lindsey Vonn, 旧姓：キルドー(Kildow), 1984年10月18日 - ）は、アメリカのアルペンスキーの選手。ミネソタ州出身。

## 経歴
2歳でスキーを始める。10歳のときにその年に行われたリレハンメルオリンピックのメダリストであるアメリカのアルペンスキー選手ピカボ・ストリートに出会い、彼女を目標に練習に励むようになる。
1999年、イタリアでのジュニアの大会で優勝したことがきっかけで大きく躍進し、ほどなくナショナルチーム入りし、翌年の2000年には16歳でワールドカップに出場するようになる。
2002年、オリンピック初出場となったソルトレイクシティーオリンピックでは回転と複合に出場し、複合で9位となる。
2003年、ジュニア世界選手権の滑降で銀メダルに輝く。
2004年12月、ワールドカップレイク・ルイーズ大会滑降で優勝。これがワールドカップ初めて表彰台だった。このシーズンでは他の大会でも順調に表彰台に上がる成績を残した。
2005年12月、ワールドカップバルディゼール大会滑降で優勝した。この時賞品としてもらった牛を換金せずに今も飼っている。
このシーズン、イタリアボルミオでの世界選手権に初出場したが、思うような成績を残すことは出来なかった。
2006年トリノオリンピックでは滑降のレース前日の練習中に負傷、しかしながら翌日、入院先の病院からコースに向かい、怪我を押して出場。8位となる。この出来事は人々に感銘を与え、「アメリカ合衆国オリンピック精神賞」を受賞した。
2007年、スウェーデンオーレでの世界選手権の滑降とスーパー大回転で銀メダルに輝く。
前十字靭帯捻挫のためシーズンを早々に終えたが、この年のワールドカップの滑降とスーパー大回転で3位となった。
2007年9月29日、ドイツ系の元アルペンスキー選手トーマス・ボンと結婚。しかし、2013年1月に離婚したことを発表した。
2007-2008年、2008-2009年、2009-2010年シーズンに於いて、ワールドカップで女子の総合チャンピオンに輝いた。
2010年バンクーバーオリンピックでは直前に怪我をして出場が危ぶまれたものの、開催延期に助けられ強行出場。滑降で1分44秒19のタイムを叩き出し金メダルを獲得した。複合では滑降で全体1位のタイムを叩き出すが、回転で転倒し無念の途中棄権となった。その後に行われたスーパー大回転では銅メダルとなる。大回転は転倒し途中棄権。転倒の際に右手小指を骨折した。
このオリンピックの前にはスポーツイラストレイテッド誌での「美人アスリート」という彼女の特徴や話題性を際立たせた表紙や水着特集のグラビア写真を飾ったことと収入についてなどが話題となり、野次馬的な注目をも集めた。また、AP通信の「2010年を代表する女性アスリート」でゼニヤッタを抑え第1位を獲得。
2010-2011年シーズンはワールドカップ総合2位と連覇は逃したものの、滑降、スーパー大回転、複合の年間1位に輝いた。アルペンスキー世界選手権では滑降で銀メダルを獲得した。
2014-2015年シーズンはワールドカップでは8勝を挙げ総合3位、滑降、スーパー大回転の種目別タイトルを獲得した。アルペンスキー世界選手権ではスーパー大回転で銅メダルを獲得した。
2015-2016年シーズンはワールドカップで9勝を挙げるなど好調でスイスのララ・グートと総合優勝を争ったが、シーズン終盤に膝を骨折してしまい戦線離脱し、総合2位に終わったが、滑降の種目別タイトルを獲得した。
2016-2017年シーズンはワールドカップの高速系レースの開幕直前に練習中の転倒で右腕を骨折してしまい、復帰は1月中旬と出遅れた。アルペンスキー世界選手権では滑降で銅メダルを獲得した。
2017-2018シーズンは平昌オリンピックにワールドカップ滑降3連勝で臨んだが、スーパー大回転6位、滑降銅メダル、アルペン複合は
前半滑降を首位で折り返したが後半回転で途中棄権に終わった。
2017-2018シーズン終了時点でアルペンスキー・ワールドカップ総合優勝4回、滑降の種目別優勝8回、スーパー大回転の種目別優勝5回、女子歴代最多の82勝を記録している。